# Уростомія
Уростомія — це хірургічна процедура, яка створює стому (штучний отвір) для сечовидільної системи. Уростомія призначена для відведення сечі у випадках, коли відтік сечі через сечовий міхур та уретру неможливий, наприклад, після великої хірургічної операції або у випадку обструкції.

## Види
- «Нетримна» уростомія (Стандартна, англ. incontinent diversion)
- «Контрольована уростомія» (Стримуюча, англ. continent urostomy)

## Принципи виконання
Методи включають:

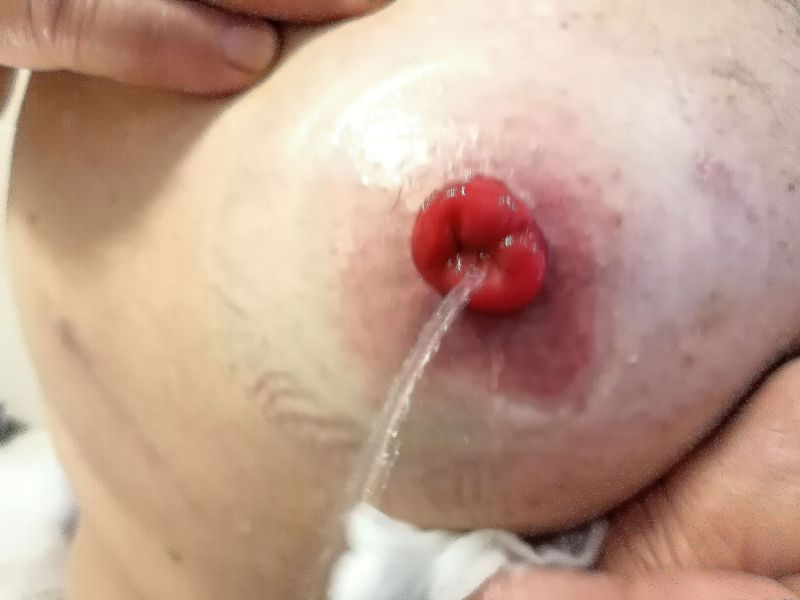
Стандартна «нетримна» стома

- Відведення сечі з клубової кишки, при якому сечоводи хірургічно резектовані із сечового міхура, та накладається уретероентеральний анастомоз для відтоку сечі у відокремлений відділ клубової кишки (частина тонкої кишки). Потім кінець клубової кишки виводять через отвір (стому) в черевній стінці. Сеча збирається у мішок, який кріпиться на зовнішній стороні тіла над стомою.
- Сумка з Індіани (Indiana pouch);

«Стримуюча уростомія» — це штучний сечовий міхур, сформований із сегмента тонкої кишки. Сформовано у мішечок, який можна періодично спорожняти за допомогою катетера. Це дозволяє уникнути необхідності використання мішка для стом під час уростомії.

## Щоденний догляд
Медичний виріб, як правило, міняють під час найменшого вживання рідини, наприклад, рано вранці, коли менша кількість сечі полегшує зміну.

## Показання
- Злоякісні пухлини сечового міхура
- Вроджені аномалії
- Неврологічні дисфункції
- Хронічний цистит
- Певні види травм сечовивідної системи

Уростомія найчастіше виконується після цистектомії, такої, яка може знадобитися, наприклад, при раку сечового міхура. Інші показання включають важкі захворювання нирок, випадкові пошкодження або травми сечовивідних шляхів, хірургічні ускладнення через не пов'язані хірургічні операції в малому тазу та черевній порожнині, вроджені дефекти, які викликають повернення сечі в нирки, або нетримання сечі.[джерело?]